# Catherine Paysan
Annie Roulette conocida por su nombre literario Catherine Paysan (Boneétable, 4 de agosto de 1926 – Le Mans, 22 de abril de 2020), fue una escritora y poeta francesa. Ganó el Gran Premio de Literatura de la SGDL por su trayectoria literaria.

## Biografía
Hija de Auguste y Marthe Roulette, fue bautizada Annie Roulette en Aulaines, departamento francés de Sarthe. Ingresó en un colegio femenino en Le Mans en 1938. Tras graduarse se desempeñó como maestra en París, donde conoció a su futuro esposo. Después de casarse, abandonó la docencia y se mudó a su localidad natal.
A lo largo de su carrera publicó varias novelas, cinco obras autobiográficas, dos colecciones de poesía y dos obras. Algunas de sus historias fueron adaptadas al cine. En 1977 recibió el Gran Premio de Literatura de la SGDL por su trayectoria en las letras.
Paysan fue nombrada Oficial de la Legión de Honor en 2011 y más adelante fue incluida en la Orden Nacional del Mérito.
Falleció el 22 de abril de 2020 en el hospital de Le Mans, a los noventa y tres años.

## Obras notables
- Écrit pour l'âme des cavaliers, poesía (1956)
- Nous autres les Sanchez, novela (1961)[9]
- Histoire d'une salamandre, novela (1963)
- Les Faiseurs de chance, cuentos (1963)
- Je m’appelle Jéricho, novela (1964)
- Les Feux de la Chandeleur, novela (1966)
- Le Nègre de Sables, novela (1968)
- Les Oiseaux migrateurs, obra (1969)
- Comme l'or d'un anneau, novela autobiográfica (1971)
- L’Empire du taureau, novela (1974)
- Pour le plaisir, novela autobiográfica (1976)
- Le Clown de la rue Montorgeuil (1978)
- Dame suisse sur un canapé de reps vert, novela (1981)
- Le Rendez-vous de Strasbourg, novela (1984)
- La Colline d'en face, novela autobiográfica (1987)
- 52 poèmes pour une année, poesía (1989)
- La Route vers la fiancée, novela (1992)
- Les Désarmés, cuentos (2000)
- La Prière parallèle, novela (2003)
- L’amour là-bas en Allemagne, novela autobiográfica (2006)